# Umar at-Tilmisani

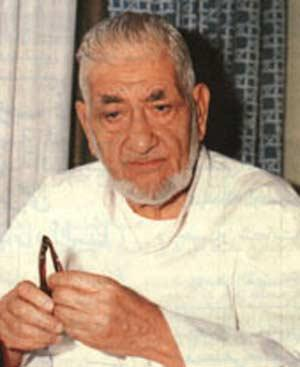

Umar at-Tilmisani (ur. 4 listopada 1904, zm. 22 maja 1986) – Najwyższy Przewodnik egipskiej gałęzi Braci Muzułmańskich w latach 1973-1986.

## Życiorys

### Wczesna działalność
Prawnik z wykształcenia, praktykował jako adwokat. Opowiadał się za współpracą Braci Muzułmańskich z Radą Rewolucyjnych Dowódców, która objęła władzę w Egipcie po zamachu stanu Wolnych Oficerów. Najwyższy Przewodnik organizacji Hasan al-Hudajbi był jednak przeciwnego zdania. Po 1954, na fali represji wobec Braci Muzułmanów po zorganizowanym przez nich nieudanym zamachu na prezydenta Gamala Abdel Nasera, stanął przed sądem i został skazany na 15 lat więzienia.
Brał udział w polemice wokół książki Sajjida Kutba Słupy milowe na drodze.

### Działalność w okresie prezydentury Anwara as-Sadata
W 1973, po śmierci al-Hudajbiego, został nowym Najwyższym Przewodnikiem Braci Muzułmańskich w Egipcie. Podobnie jak poprzednik, uważał, iż Bractwo jest stowarzyszeniem religijnym, a nie partią polityczną, i nie powinno być rejestrowane w takim charakterze (chociaż chciał symbolicznego wycofania decyzji o delegalizacji organizacji z 1954). Uległ jednak sugestiom grupy działaczy Bractwa, którzy uważali, iż organizacja powinna zacząć działać jako jedna z partii. Wziął udział w publicznym spotkaniu prezydenta Anwara as-Sadata z teologami z al-Azharu, następnie jednak odmówił podjęcia działalności w ramach systemu partyjnego, uważając, iż w ten sposób legitymizowałby panujący system rządów. Nie chcąc rejestrować Bractwa jako partii, at-Tilmisani próbował uzyskać dla niego status legalnej organizacji społecznej, jednak kolejne wnioski w tym zakresie były odrzucane przez sąd, gdyż konstytucja egipska zabraniała działania ugrupowaniom zrzeszających wyłącznie wyznawców jednego wyznania. Prezydent Anwar as-Sadat był skłonny zgodzić się na legalną aktywność Bractwa jako organizacji charytatywnej, na to jednak nie godził się at-Tilmisani, który nie chciał, by Bractwo kontrolowało Ministerstwo ds. Socjalnych.
Po zainicjowanej przez as-Sadata zmianie kursu w polityce zagranicznej Egiptu i poprawie stosunków z Izraelem (zwieńczonej zawarciem porozumienia z Camp David) kierowane przez at-Tilmisaniego Bractwo wszczęło kampanię radykalnej krytyki prezydenta. W prasie Bractwa atakowano również dobre stosunki egipsko-amerykańskie i ogólnie egipsko-zachodnie, Izrael przedstawiano jako twór zachodniego imperializmu. Rezultatem było aresztowanie 5 września 1981 całego kierownictwa organizacji, na czele z Najwyższym Przewodnikiem.

### Działalność w okresie prezydentury Husniego Mubaraka
Umar at-Tilmisani odzyskał wolność po zamordowaniu as-Sadata i objęciu urzędu prezydenckiego przez Husniego Mubaraka. Polityk ten, aby zdobyć możliwie szerokie poparcie, wykonał pod adresem Bractwa szereg gestów i kilkakrotnie spotkał się z jego Najwyższym Przewodnikiem. W kolejnych latach organizacja zmieniła znacząco strukturę. W 1983 at-Tilmisani przekonał jej kierownictwo, by Bracia Muzułmańscy – nie mogąc zarejestrować samodzielnej partii – podjęli współpracę z innymi, legalnymi strukturami politycznymi i w ramach działających instytucji władzy dążyli do islamizacji Egiptu. Doszło również do decentralizacji organizacji.
W 1984 Bracia Muzułmańscy zdobyli w wyborach parlamentarnych osiem mandatów (startowali z list Nowego Wafdu). W ocenie at-Tilmisaniego był to znaczący sukces, jednak praktyka kolejnych lat wykazała, że ich wpływ na politykę państwa był znikomy. W rezultacie działalność Najwyższego Przewodnika znowu stała się przedmiotem krytyki ze strony radykalnego skrzydła Bractwa, zarzucającego mu legitymizowanie autorytarnych rządów Mubaraka i nadmierną ugodowość wobec władzy. At-Tilmisani nie zmienił jednak swojego przekonania o sensowności udziału w pracach parlamentu. Już po śmierci Najwyższego Przewodnika, zgodnie z jego przekonaniami organizacja wystawiła swoich kandydatów również w kolejnych wyborach w 1987, uzyskując 38 mandatów w ramach koalicji Blok Islamistyczny.